# Čepin
Čepin es un municipio de Croacia en el condado de Osijek-Baranya.

## Geografía
Se encuentra a una altitud de 89 m s. n. m. a 266 km de la capital nacional, Zagreb.

## Demografía
En el censo 2011 el total de población del municipio fue de 11 599 habitantes, distribuidos en las siguientes localidades:
- Beketinci - 613
- Čepin - 9 500
- Čepinski Martinci - 663
- Čokadinci - 173
- Livana - 650

| Gráfica de población de Čepin 1857-2011                             |
|                                                                     |
| Según los censos de población de la oficina estadística de Croacia. |